# Hotel Piast we Wrocławiu
Hotel Piast – dwugwiazdkowy hotel znajdujący się naprzeciwko dworca Wrocław Główny przy ulicy Piłsudskiego 98.

## Historia
Zbudowany w 1908 według projektu Waldemara Mildbradta w stylu klasycystycznym jako Hotel Kronprinz (niem. następca tronu). Charakterystycznym elementem hotelu została umieszczona w narożniku półokrągła wieża nakryta stożkowym dachem, mieszcząca klatkę schodową oświetloną dużymi oknami, która góruje nad dwoma pięciokondygnacyjnymi skrzydłami. Na parterze od strony ulicy pomieszczenia przeznaczone zostały na działalność handlową, a w głębi restauracyjną. W latach trzydziestych od strony dawnej ulicy Ogrodowej swe siedziby miały: bank, zakład fryzjerski, kwiaciarnia i biuro podróży. Od strony ul. Kołłątaja usytuowana była jedna z czterech „Residenz Drogerie Oskar Sabiers”. Na kolejnych kondygnacjach mieściły się biura, pomieszczenia klubowe, sala śniadaniowa, czytelnia oraz 56 pokoi gościnnych. Hotel Kronprinz wraz z sąsiednim hotelem Du Nord tworzył parę – swoistą bramę, prowadzącą do historycznego centrum miasta.
W okresie powojennym hotel był zarządzany przez Przedsiębiorstwo Gospodarki Turystycznej „Odra” we Wrocławiu, które następnie przekształciło się w Odra Tourist Hotele Sp z o.o. Po zdeklasowaniu pełnił funkcję domu wycieczkowego do lipca 2013, kiedy to został zamknięty na czas rewitalizacji trwającej do lutego 2015. Podczas prac remontowych całkowicie odnowiona została elewacja wraz z odtworzeniem elementów dekoracyjnych. Wszystkie pokoje zostały zmodernizowane. Dobudowano także szóstą kondygnację, na której znalazła się sala konferencyjna dla 100 osób, a także kuchnia i sala śniadaniowa. Zainstalowano drugą windę. Klatka schodowa w wieży hotelu została przekształcona w reprezentacyjne pokoje hotelowe, zmienił się też układ przestrzenny i funkcjonalny na parterze – powstała tam nowa recepcja oraz restauracja Bistro Station.
W dniu 18 lutego 2015 Hotel Piast został ponownie otwarty dla gości jako hotel kategorii dwugwiazdkowej.

## Galeria

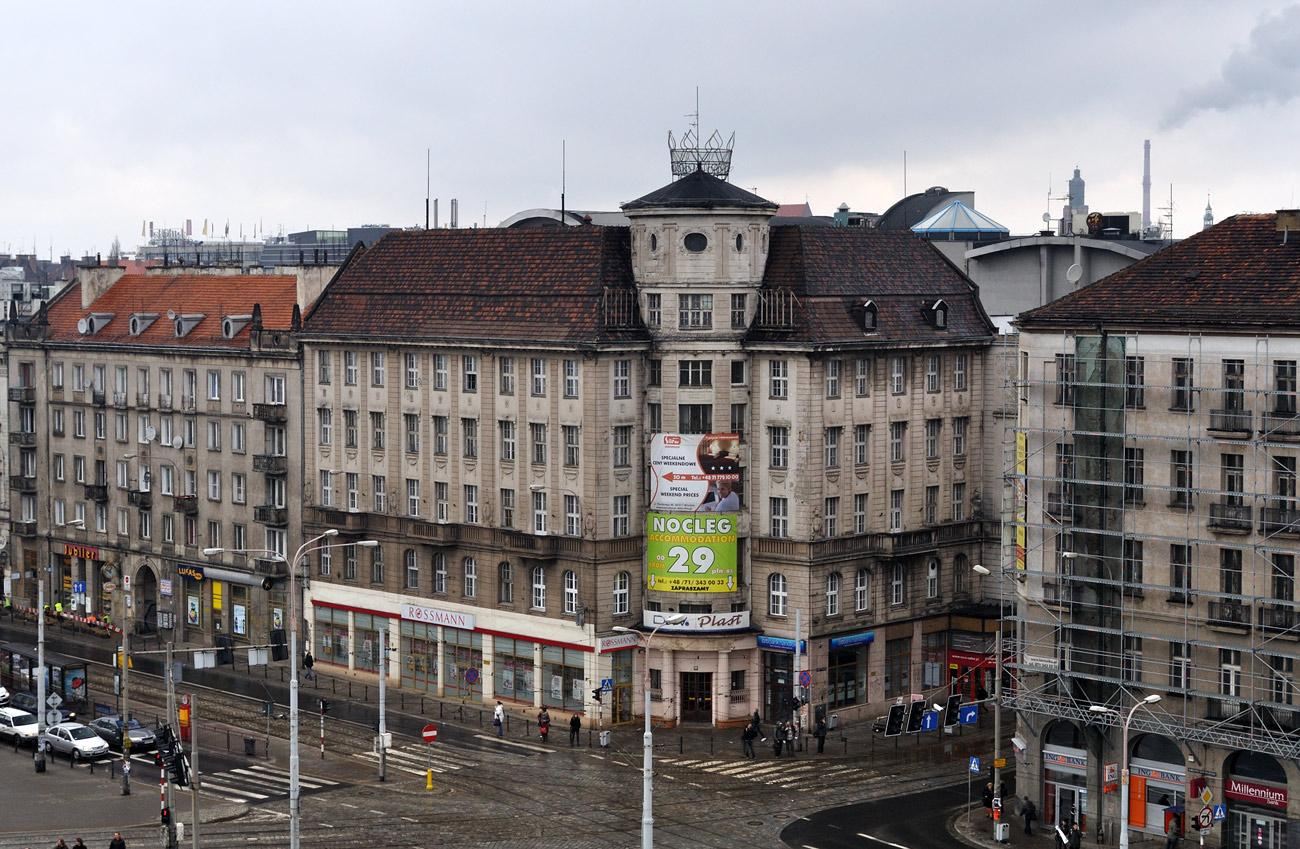
Hotel przed remontem, w 2010 roku
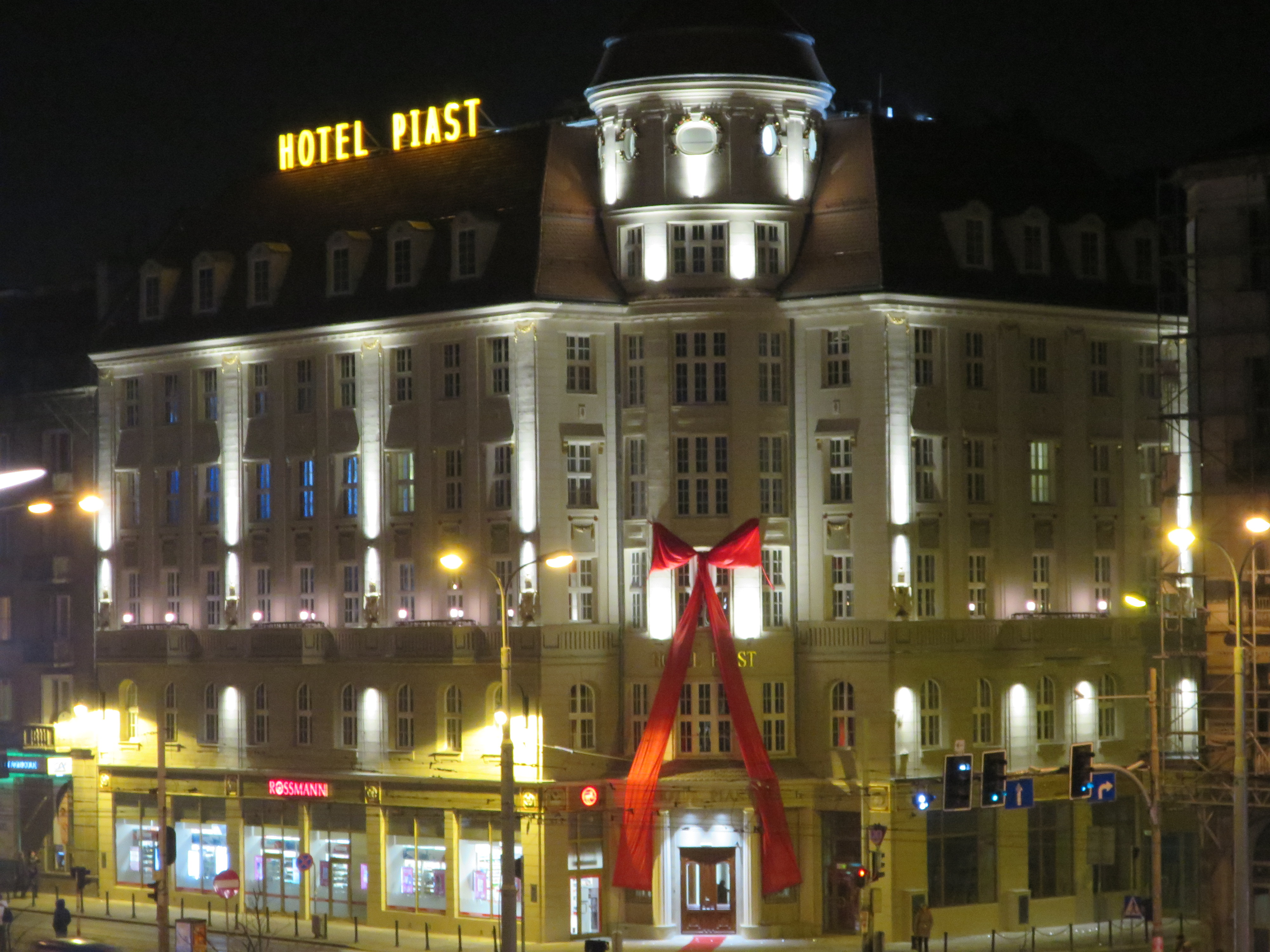
Hotel Piast we Wrocławiu nocą
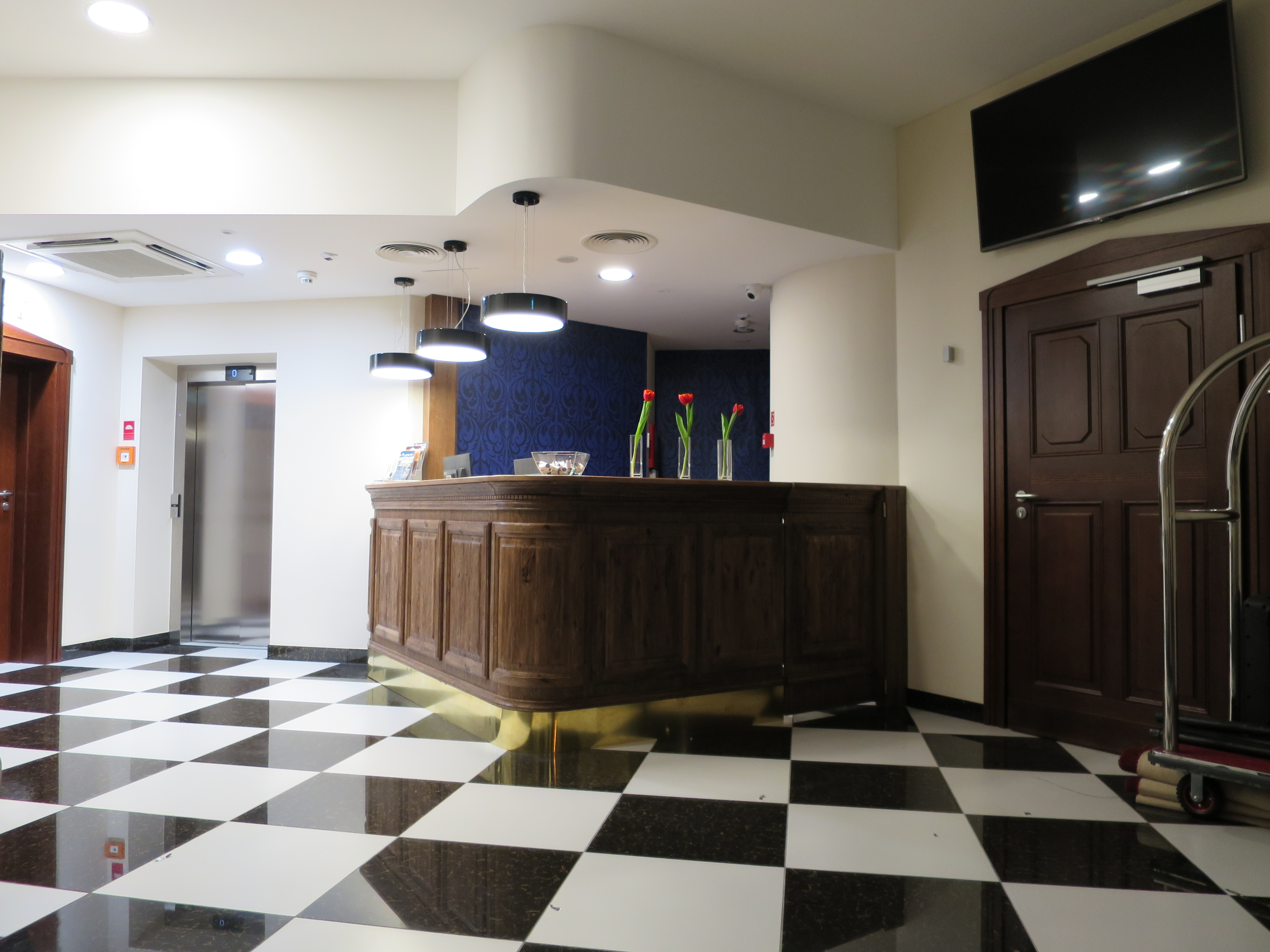
Recepcja
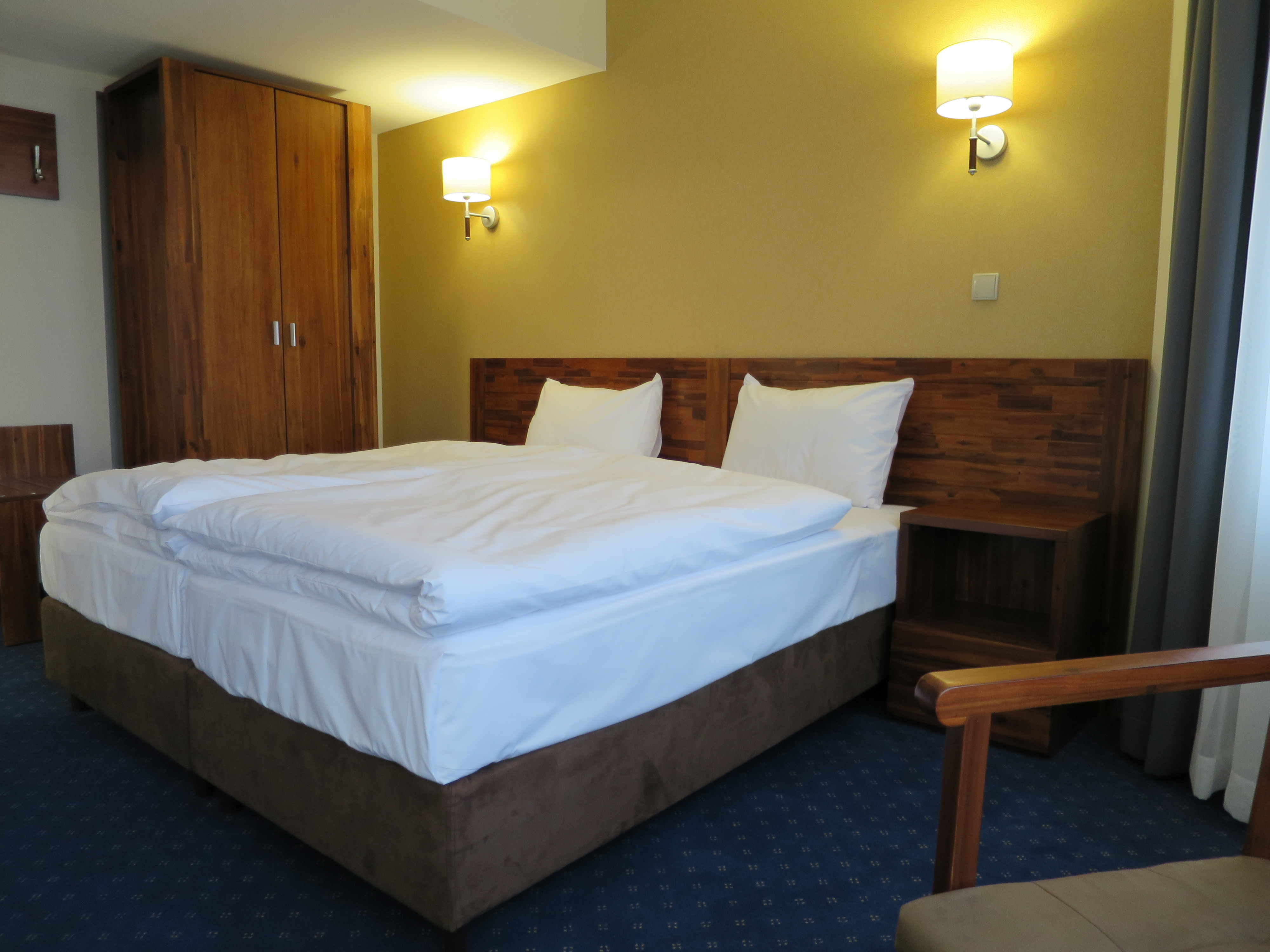
Pokój dwuosobowy
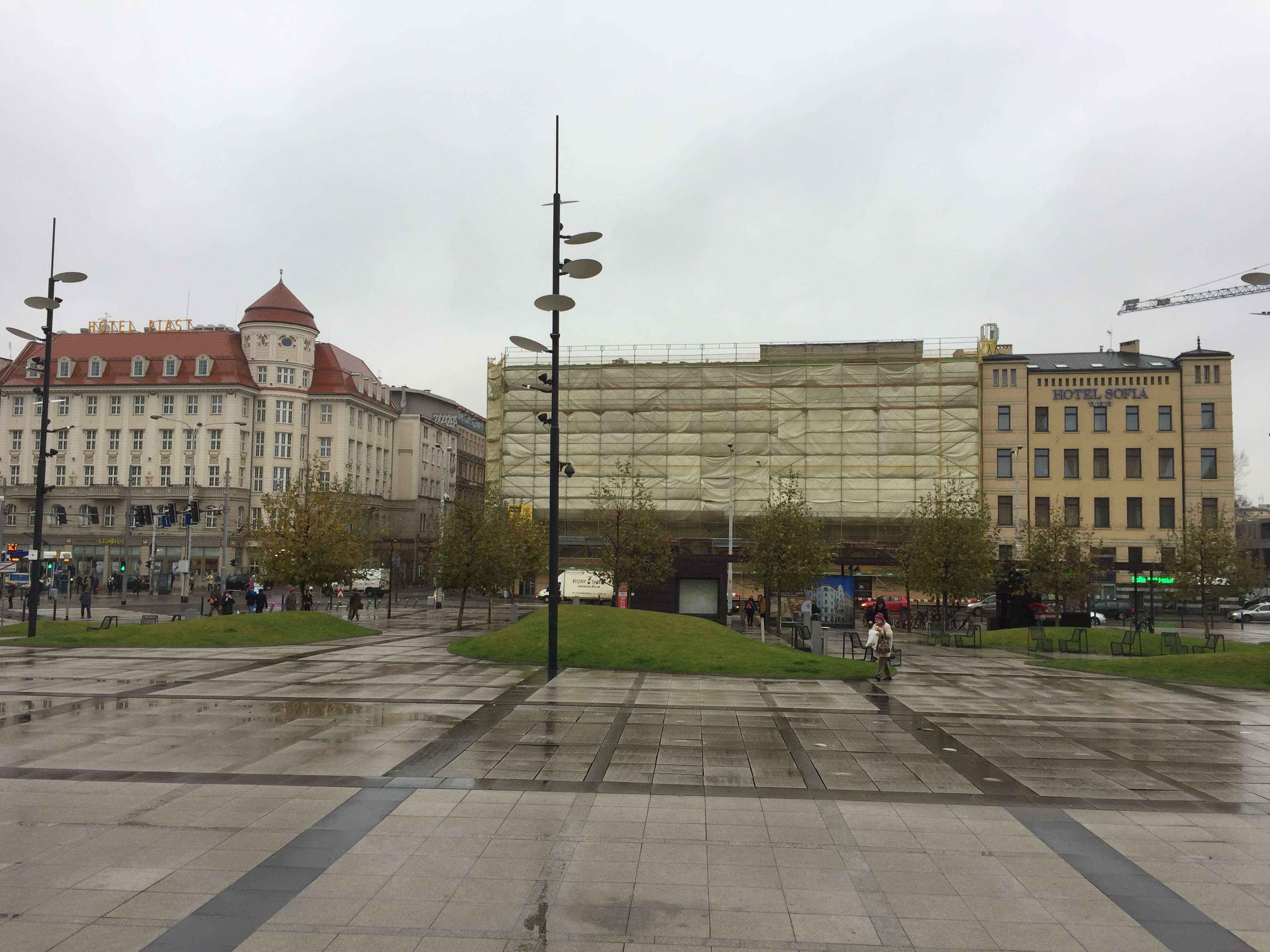
Hotel w 2017 (po lewej) (w środku Grand Hotel podczas modernizacji)